# Pax Julia
Pax Julia, Pax Iulia, Pax Augusta ou Civitas Pacensis era o nome da cidade de Beja, Portugal, no tempo da dominação romana da Península Ibérica. Pensa-se que a povoação seria já muito antiga, talvez mesmo existente nos últimos períodos pré-históricos. A avaliar pelos achados arqueológicos do seu termo, Pax Julia teria sido uma importante cidade durante a romanização do território onde hoje existe Portugal.
Até ao século XX, alguns autores identificavam a Pax Julia romana com a cidade espanhola de Badajoz. Esta identificação foi avançada por Rodrigo Dosma, um cónego de Badajoz do século XVI, em cuja época era habitual a elaboração mais ou menos fantasiosa, quando não completamente inventada, da história de cidades, com o objetivo de demonstrar uma grande antiguidade e a origem romana ou anterior. Esta hipótese está atualmente posta de lado, devido à pouca ou nenhuma consistência dos argumentos, que se baseavam exclusivamente em interpretações arbitrárias das fontes históricas, e que não são corroborados por evidências arqueológicas. Apesar disso, tanto o gentílico culto de Badajoz como o nome da diocese badajocense em latim continuam a ser "pacense" (Augustanus-Pacensis, de Pax Augusta ou simplesmente Pacensis), ao passo que a diocese bejense é designada Beiensis.

## História
O nome celebra a pacificação dos célticos, mais tarde integrados no território da província romana da Lusitânia. O nome Júlia deve-se ao facto de ter sido Júlio César o autor dessa mesma paz. De igual modo, o imperador Augusto denominou esta importante cidade Pax Augusta, prevalecendo no entanto a denominação inicial. Crê-se que a cidade foi fundada cerca de 400 a.C., pelos célticos, uma tribo celta que habitava grande parte dos territórios de Portugal a sul do rio Tejo (atual Alentejo e península de Setúbal) e parte da Estremadura espanhola, até ao território dos cónios (atual Algarve e parte do sul do distrito de Beja)
Os cartagineses lá se estabeleceram durante algum tempo, no século III a.C., um pouco antes da sua derrota e expulsão da Península Ibérica pelos romanos no seguimento da segunda guerra púnica. As primeiras referências à cidade aparecem no século II a.C., em relatos de Políbio e de Ptolomeu. Com a conquista romana, esta cidade passa a fazer parte do Império Romano (mais especificamente da República Romana), ao qual pertenceu durante mais de 600 anos, primeiro na província da Hispânia Ulterior e posteriormente na província da Lusitânia.  Nos séculos III e II a.C. decorreu o processo de romanização das populações locais e a cidade passou a fazer parte da civilização romana, pertencendo a uma região muito romanizada.
Foi sede de um convento (circunscrição jurídica) pouco depois da sua fundação — o Convento Pacense (Conventus Pacensis) e teve direito itálico.Albergou uma das quatro chancelarias da Lusitânia, criadas no tempo de Augusto. A sua importância é atestada pelo facto de por lá passar uma das vias romanas.
Do período romano restam algumas inscrições, esculturas, cipos, objectos em cerâmica e vestígios de um aqueduto que passa perto da Igreja do Pé da Cruz. Recentemente foram descobertos os restos do que é um dos maiores templos da Península Ibérica.
No século V, após a Queda do Império Romano do Ocidente, os suevos apoderaram-se da cidade, sucedendo-lhes os visigodos. Nessa época foi sede episcopal  e passou a denominar-se Paca, provindo o nome actual do árabe Baja ou Beja, uma alteração fonética de Paca (a língua árabe não tem o som "p"). De 714 a 1162, altura em que foi conquistado pelos portugueses, esteve na posse dos mouros.
O castelo de Beja foi originalmente edificado pelos romanos, tendo sido alvo de várias reconstruções.